# Burbujas (pintura)
Burbujas, originalmente titulada El mundo de un niño, es una pintura de Sir John Everett Millais de 1886 que se hizo famosa cuando se usó durante muchas generaciones en anuncios del jabón Pears. Durante la vida de Millais, llevó a un amplio debate sobre la relación entre el arte y la publicidad. 

## Pintura

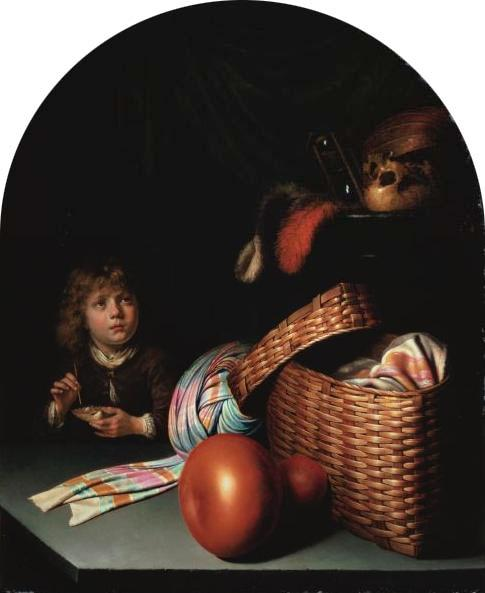
Bodegón con niño soplando burbujas c. 1635-36 de Gerrit Dou, un bodegón de vanitas del tipo que sirvió de modelo para la pintura de Millais.

El cuadro fue uno de los muchos cuadros infantiles por los que Millais se había hecho famoso en sus últimos años. El modelo fue su nieto de cinco años, William Milbourne James, y se basó en precursores holandeses del siglo XVII en la tradición de las imágenes de vanitas, que comentaban la transitoriedad de la vida. Estos muchachos eran representados a menudo haciendo burbujas, generalmente contra cráneos y otros signos de muerte.
La pintura representa a un niño de cabello dorado que mira una burbuja, simbolizando la belleza y la fragilidad de la vida. A un lado hay una planta joven que crece en una maceta, emblemática de la vida, y en el otro lado, una maceta rota, emblemática de la muerte. El niño está iluminado por un fondo sombrío. 
La pintura se exhibió por primera vez en 1886 con el título El mundo de un niño en la Galería Grosvenor de Londres. 

## Reproducciones
La pintura fue adquirida por Sir William Ingram de The Illustrated London News, que deseaba reproducirla en su periódico. Cuando fue reproducido y presentado en el periódico semanal como una lámina de color, fue visto por Thomas J. Barratt, director general de A & F Pears. Barratt compró la pintura original a Ingram por £ 2,200, lo que le otorgó los derechos de autor exclusivos de la fotografía. Se solicitó el permiso de Millais para alterar la imagen mediante la adición de una barra de Jabón Pears, de modo que pudiera usarse con fines publicitarios. En ese momento, Millais era uno de los artistas más populares de Gran Bretaña e inicialmente se mostró aprensivo ante la perspectiva de que su trabajo y su nieto fueran objeto de explotación comercial. Sin embargo, cuando se le mostraron las pruebas de los anuncios propuestos, aprendió a apreciar la idea, que mostraba el jabón como si el niño lo hubiera usado para hacer las burbujas.

## Desarrollos posteriores
Tras el éxito de este anuncio, Millais fue atacado por la novelista Marie Corelli, quien lo acusó en su novela Los dolores de Satanás de prostituir su talento para vender jabón. Millais le escribió señalando que él había vendido los derechos de autor de la pintura y, por lo tanto, no pudo impedir que la compañía la alterara en la reproducción. El hijo de Millais luego afirmó que había tratado de impedir que se hiciera el anuncio, pero se le informó que no tenía poder legal para hacerlo. Corelli se retractó de sus comentarios en una edición posterior del libro. 
El anuncio se hizo tan conocido que William Milbourne James, quien más tarde alcanzó el rango de almirante en la Royal Navy, fue conocido como "Burbujas" por el resto de su vida. 
Desde que A & F Pears fue adquirida por Lever Brothers, la pintura ha sido de su propiedad. Se prestó a la Royal Academy, pero se transfirió a la Galería de arte Lady Lever en Port Sunlight en 2006.
Una reproducción de esta pintura cuelga en un refugio antiaéreo durante el bombardeo de Londres en la novela Vida después de la vida de Kate Atkinson. 